# Hypsoblennius sordidus
Hypsoblennius sordidus är en fiskart som först beskrevs av Bennett 1828.  Hypsoblennius sordidus ingår i släktet Hypsoblennius och familjen Blenniidae. IUCN kategoriserar arten globalt som livskraftig. Inga underarter finns listade i Catalogue of Life.